# Hnilice
Hnilice, Hnielice (ukr. Гнилиці) – wieś w rejonie tarnopolskim obwodu tarnopolskiego Ukrainy.
W II RP Hnilice Wielkie znajdowały się w obrębie gminy Koszlaki, w pow. zbaraskim, woj. tarnopolskie. We wsi stacjonował szwadron KOP „Hnilice Wielkie”. Wieś posiadała połączenie drogowe z Koszlakami (droga wiejska), a na południu, przez Hnilice Małe, biegła droga II klasy ze Zbaraża do Podwołoczysk i dalej do Skałatu. Hilice Wielkie przynależały do parafii Koszlaki, w dekanacie Skałat.
W latach 1943–1944 nacjonaliści ukraińscy z OUN-UPA zamordowali tutaj 52 Polaków.
Do 2020 w rejonie podwołoczyskim.